# Joinville (tiểu vùng)
Joinville là một tiểu vùng thuộc bang Santa Catarina, Brasil. Tiều vùng này có diện tích 4617 km², dân số năm 2007 là 678370 người.